# Municipio de Atzitzihuacán
El municipio de Atzitzihuacán (del náhuatl: atzitzintli, hua, can ‘Poca agua, tener, lugar’‘Lugar de poca agua’) es uno de los 217 municipios del estado de Puebla, al oriente de México. Su cabecera es la localidad de Atzitzihuacán. Forma parte de la región de la Mixteca Poblana, de la que es su límite norte. Limita al norte con el municipio de Tochimilco y el estado de Morelos con el municipio de Tetela del Volcán; al este, con el municipio de Huaquechula y el municipio de Atlixco; al sur, con Acteopan y Tepemaxalco y al poniente con el estado de Morelos. Tiene una superficie de 127,57 km², y una población que casi llega a los 12 000 habitantes.

## Historia
Este municipio fue asentamiento de grupos nahuas sometidos al tributo Azteca hasta la llegada de los españoles. En la época virreinal los frailes dominicos erigieron la iglesia de Santiago Apóstol. En 1589 los habitantes del lugar solicitaron el suministro de agua a través del arrollo Atzintla.
En la época virreinal perteneció al exdistrito de Atlixco hasta su erección en municipio libre en el año de 1895, por decreto del supremo gobierno.

## Ubicación
Se localiza en la parte centro oeste del Estado de Puebla. Sus coordenadas geográficas son los paralelos 18º 46’ 00” y 18º 53’ 24” de latitud norte y los meridianos 98° 28’ 54” y 98° 42’ 00” de longitud occidental. Colinda con los municipios al norte con Tochimilco y Tétela del Volcán en el  Estado de Morelos, al sur con Acteopan y Tepemaxalco, al este con Huaquechula y Atlixco y al poniente con el Estado de Morelos.

## Sitios de interés
Monumentos históricos Templo parroquial de Santiago, del siglo XVI, ubicado en la cabecera municipal, el cual conserva el estilo propio de la época, permanece abierto todo el año para la recepción de los feligreses. En dicha población se festejan fiestas y tradiciones que se mencionan a continuación: Iniciando con el 1 de enero Año Nuevo, El 6 de enero; Día de los Reyes; 2 de febrero, Día de la Candelaria; 19 de marzo, fiesta a señor San José; 21 de marzo, Inicio de la primavera; Semana Santa;  25 de julio fiesta patronal, Señor Santiago ; 15 de agosto, Ascensión de la Virgen María; 15 y 16 de septiembre, tradicional Grito de Independencia; el 1 y 2 de noviembre, Todos Santos y Fieles difuntos, y finalmente el 12 de diciembre a la Virgen de Guadalupe, del 16 al 24 de diciembre las tradicionales posadas, así mismo la Navidad.

## Gobierno
El Municipio de Atzitzihuacán, Pue. Cuenta con ocho localidades iniciando con la cabecera municipal Santiago Atzizihuacán, San Juan Tejupa, San Mateo Coatepec, San Pedro Ixhuatepec, San Francisco Xochiteopan, San Miguel Ahuacomulicán, San Juan Amecac, la distancia aproximada del municipio a la Capital del Estado es de 50 km. 

## Infraestructura tecnológica
El Municipio de Atzitzihuacán, Pue. a partir de la administración municipal 2014-2018 da inicio a la construcción de la Plataforma Tecnológica que permite la conexión libre y gratuita a Internet de banda ancha (hasta 30 Mbps bajo demanda) para todos sus habitantes, brindando conectividad en sus seis juntas auxiliares, en más de 30 puntos que se conforman por escuelas, plazas públicas, centros de salud y edificios municipales.
La Plataforma Tecnológica consiste en la creación de un "Backbone municipal" que es la columna vertebral de Internet de banda ancha, Telefonía IP entre sus oficinas gubernamentales, Sistema de videovigilancia centralizado en la Dirección de Seguridad Pública Municipal, dicha plataforma tecnológica permite la interconexión de comunidades, escuelas, centros de salud, pobladores en general con el Mundo.
Los proyectos tecnológicos subsecuentes durante 2015 serán la habilitación de comunicación IP para las escuelas conectadas al Backbone para proveer un sistema de aviso de emergencias que permita mantener contacto permanente entre las direcciones escolares y las oficinas del gobierno municipal.